# Aymée Nuviola
Aymée Regla Nuviola Suárez (L'Avana, 8 gennaio 1973) è una cantante, pianista, compositrice e attrice cubana.

## Biografia
Nata in una famiglia di musicisti, Aymée Nuviola si è esibita in numerosi festival e teatri in più paesi, come il North Sea Jazz Festival e il Curaçao. Tra il 2015 e il 2016 ha recitato nella soap Celia interpretando il ruolo da protagonista di Celia Cruz.
Ha vinto un Grammy Award nel 2019 su tre candidature complessive ricevute.

## Discografia

### Album in studio
- 2008 – Corazón sonero
- 2013 – En la intimidad
- 2014 – First Class to Habana
- 2016 – El regreso a la Habana
- 2017 – Como anillo al dedo

### Singoli
- 2008 – Salsa con timba
- 2013 – Ya no creo en ti
- 2013 – Fiesta
- 2014 – El espacio
- 2016 – La negra tiene tumbao (feat. Kat Dahlia)
- 2016 – Bailando todo se olvida (feat. Baby Rasta & Gringo)
- 2017 – Rumba de la buena

## Filmografia
- Celia – serial TV (2015-2016)